# Korsymfoni
En korsymfoni er en symfoni hvor der indgår kor. Ordet blev første gang anvendt af komponisten Hector Berlioz, som kaldte sit værk Roméo et Juliette for en korsymfoni.

## Oprindelse
Det tidligst kendte eksempel på en korsymfoni er Ludwig van Beethovens symfoni nr. 9 fra 1822-24. På Beethovens tid var der klare regler for hvordan et værks struktur skulle være. For eksempel forventede man af en symfoni, at første sats skulle være i en strengt opbygget sonateform, hvorimod anden sats skulle være langsom og mere stille. Tredje sats derimod skulle være en mere livlig menuet eller scherzo, og 4. sats skulle enten være allegro eller rondo. Man anså det også for almindeligt at symfonier både skulle starte og slutte med store brag. Beethovens niende starter ganske stille i strygerne, formen for anden og tredje sats er byttet om, og finalen indeholder både voldsomme udbrud, lyriske passager over Freude-temaet og march-musik. Beethoven er i det hele taget kendt for at bryde de dengang meget strenge regler.
Siden Beethoven har adskillige komponister forsøgt at gøre symfonier større og større (f.eks. kræver Gustav Mahlers Symfoni nr. 8 over 1000 musikere for en opførelse), men også at tilføje lydeffekter andre komponister ikke har brugt tidligere, f.eks. skrives der musik for alt fra lyden af rislende vand til lyden af en håndbremse der trækkes.[kilde mangler] Af danske komponister har inden for den klassiske tradition navnlig Asger Hamerik bidraget væsentligt til genren af "store romantiske korsymfonier" med sin "Korsymfoni opus 40", som findes i tre forskellige færdige versioner fra hhv. 1898, 1903 og 1906. I det tyvende århundredes moderne symfoniske repertoire er inddragelse af kor relativt almindeligt. Et berømt dansk eksempel er Per Nørgårds tredje symfoni fra 1973-75.

## Anvendelse af kor i nutidige symfonier
I dag betragtes det som værende ligeså almindeligt at anvende kor i symfonier, som at lave dem instrumentalt. Kor spiller også en vigtig rolle i mange nyere symfonier; et eksempel er Leonard Bernsteins 3. symfoni "Kaddish" fra 1962. Symfonien er bygget over den jødiske bøn af samme navn, som bliver sunget på hebræisk af kor og drengekor og en sopran.